# Eunice Macaulay
Eunice Macaulay (* 5. Juli 1923 auf St. Helen’s, England; † 8. Juli 2013 in Hawkesbury, Ontario) war eine britische Animatorin und Filmproduzentin.

## Leben
Macaulay besuchte eine Schule in England und arbeitete anschließend bei den Pilkington Brothers als Chemikerin. Während des Zweiten Weltkriegs war sie als Radiomechanikerin bei der Royal Navy aktiv und arbeitete nach Kriegsende in einer Glasfabrik als Verkäuferin. Eine selbstgestaltete Weihnachtskarte machte Gaumont British Animation auf sie aufmerksam, die sie 1948 als Tracer einstellten. Bald stieg Macaulay zur Leiterin der Zeichenabteilung auf. Sie blieb bis 1951 bei Gaumont und nahm anschließend kleinere Arbeiten bei verschiedenen Firmen an. Ab 1953 arbeitete Macaulay, die inzwischen einen Mann und zwei Kinder hatte und nach Schottland gezogen war, freiberuflich unter anderem für das Fernsehen und im Werbebereich. Im Jahr 1960 ging Macaulay in die Vereinigten Staaten, wo ihr Mann als Filmemacher aktiv wurde. Sie arbeitete freiberuflich für ihn sowie für das kanadische NFB und Hilary Harris Films.
Im Jahr 1969 wurde Macaulay zunächst bei Potterton Productions als Koordinatorin der Animatoren und in anderen organisatorischen und kontrollierenden Funktionen tätig. Macaulay zog 1973 nach Kanada und kam in gleicher Funktion zum NFB. Mit John Weldon schuf Macaulay 1978 den Kurzanimationsfilm Special Delivery, der ihre einzige Regiearbeit blieb, und für den sie 1979 einen Oscar erhielt. Macaulay war in der Folge vor allem als Produzentin und Drehbuchautorin aktiv: Sie arbeitete als Drehbuchautorin unter anderem am oscarnominierten Film Paradise von Ishu Patel und produzierte George and Rosemary, für den sie 1988 ihre zweite Oscarnominierung erhielt. Im Jahr 1990 verließ Macaulay offiziell das NFB, war jedoch weiterhin an NFB-Produktionen beteiligt. Der letzte Film, an dem sie mitwirkte, wurde 1993 The Long Enchantment.

## Filmografie
- 1978: Special Delivery (Drehbuchautor, Regisseur)
- 1984: Blackberry Subway Jam (Produzent)
- 1984: Canada Vignettes: Emergency Numbers (Produzent)
- 1985: Paradise (Drehbuchautor)
- 1986: Lucretia (Produzent)
- 1986: Summer Legend (Drehbuchautor, Produzent)
- 1987: George and Rosemary (Produzent)
- 1987: Dreams of a Land (Drehbuchautor, Produzent)
- 1988: The Wanderer
- 1991: Lord of the Sky (Produzent)
- 1992: No Problem (Produzent)
- 1993: The Long Enchantment (Drehbuchautor, Produzent)

## Auszeichnungen
- 1979: Oscar, Bester animierter Kurzfilm, für Special Delivery
- 1988: Oscarnominierung, Bester animierter Kurzfilm, für George and Rosemary